# Стара швейцарська конфедерація
Стара швейцарська конфедерація (нім. Alte Eidgenossenschaft — дослівно «Старе суприсяжництво»; історично Eidgenossenschaft, після Реформації також фр. République des Suisses, лат. Res publica Helvetiorum «Республіка швейцарців»), також знана як Швейцарський союз — вільна конфедерація незалежних малих держав (кантонів, нім. Orte або Stände) в межах Священної Римської імперії. Попередниця сучасної держави Швейцарія.
Сформувалася в XIV столітті навколо лісових кантонів — того, що тепер називається Центральною Швейцарією, з пізнішим приєднанням Цюриху та Берну в середині століття. Так утворився рідкісний союз сільських та міських громад, кожна з яких мала імперський статус.
У складі вісьмох кантонів (Acht Orte) цей союз був політично та військово успішним упродовж понад століття та внаслідок Бургундських воєн у 1470-х закріпився як самостійна сила в регіоні, де домінували Франція та Габсбурги. Ці успіхи посприяли приєднанню нових територій, збільшивши кількість кантонів до тринадцяти (Dreizehn Orte) у 1513 році. У 1647 році, під загрозою Тридцятилітньої війни конфедерація оголосила нейтралітет, втім багато швейцарців служили найманцями в італійських війнах в ранньомодерну епоху.
Після Швабської війни 1499 року Швейцарія стала фактично незалежною державою, формально лишаючись частиною Священної Римської імперії до 1648 року, коли Вестфальський мир закінчив Тридцятилітню війну. Швейцарська реформація спровокувала розкол на реформатську та католицьку фракції, що вилилося у внутрішнє протистояння XVI—XVIII століть. Унаслідок цього конфедеративні збори (тагзатцунг) були часто паралізовані ворожістю між сторонами. 1798 року французька революційна армія захопила Швейцарську конфедерацію, після чого та перетворилася на нетривалу Гельветійську республіку. 1815 року було утворено Нову швейцарську конфедерацію, яка була федералізована за Конституцією 1848 року та функціонує й понині.

## Історія

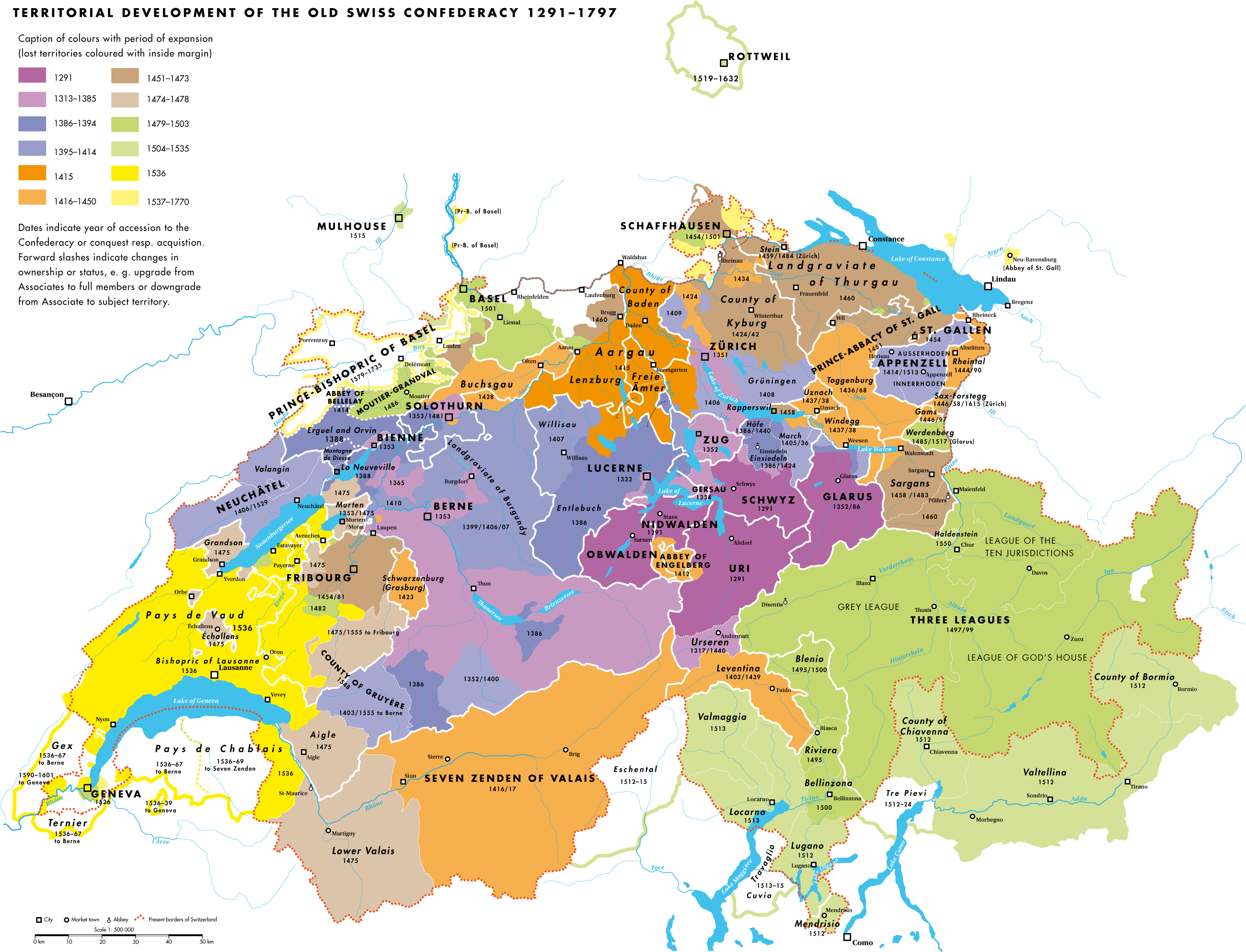
Територіальний розвиток Старої швейцарської конфедерації, 1291—1797

Стара Швейцарська Конфедерація у складі Священної Римської імперії станом на 1356 рік (темно-фіолетовий)

### Заснування
Ядром Старої швейцарської конфедерації став альянс декількох долин Центральних Альп, утворений для спрощення координації спільних інтересів (передусім торговельних) та забезпечення миру на торговельних шляхах через гори. За правління Гогенштауфенів громади цих долин, також відомі під загальною назвою «лісові кантони», отримали імперський статус й автономію. Цей регіон було наділено відповідними привілеями тому, що через нього проходив Санкт-Готтардський перевал, який відігравав важливу роль у боротьбі Гогенштауфенів проти італійської Ломбардської ліги.
Через роздробленість Швабії після занепаду династії Гогенштауфенів багато держав почали змагатися за землі. Габсбурги, зокрема, становили серйозну загрозу для швейцарських володінь. Король Рудольф I приєднав до своєї Передньої Австрії значні території в Швейцарії та Швабії, а 1289 року взяв в облогу Берн, аби змусити місто сплачувати імперські податки. Ця агресія Габсбургів, ймовірно, стала одним із головних поштовхів до утворення Швейцарської конфедерації.
Заснування конфедерації зазвичай пов'язують із клятвою на Рютлі (датованою 1307 роком за твердженням Егідія Чуді) або ж з Брунненською угодою 1315 року. З 1889 року Федеративну хартію 1291 року, укладену лісовими кантонами Урі, Швіц й Унтервальден, визнають головним засновчим актом Конфедерації.
Рання конфедерація була простим оборонним союзом, але з часом кантони дедалі більше зближувалися. Після перемоги над Габсбургами в 1315 році учасники конфедерації присягнули не укладати союзів із зовнішніми державами без згоди решти конфедерації. Вони також домовилися вирішувати всі суперечки мирним шляхом та підтримувати один одного як у зовнішніх, так і у внутрішніх справах. Проте на той час швейцарці все ще були підпорядковані імператору й визнавали владу Священної Римської імперії.

### Експансія
Первинний пакт було доповнено угодами з містами Люцерн, Цюрих та Берн. Цей союз сільських і міських громад, які мали безпосередню підпорядкованість імператору Священної Римської імперії, виник під тиском габсбурзьких герцогів і королів, що правили більшою частиною цих земель. Берн, зокрема, кілька разів воював проти місцевих феодалів, серед яких були і Габсбурги, тому прагнув приєднатися до конфедерації. У ході низки битв проти габсбурзьких армій швейцарці здобули перемоги; вони завоювали сільські райони Гларус та Цуг, які стали членами конфедерації. Це розширення значно змінило суспільний клімат у Конфедерації. У початкових трьох кантонах громадяни мали рівні права, тоді як у новоприєднаних міських громадах влада була зосереджена в руках заможних бургомістрів. Це призвело до відходу від традиційного швейцарського егалітаризму, яким послуговувалися громадяни першої конфедерації.
З 1353 до 1481 року конфедерація восьми кантонів зміцнювала свої позиції. Її члени, (особливо міста) розширювали свої території за рахунок місцевих графів здебільшого шляхом викупу судових прав, а іноді й силою. Союз розширився також завдяки військовим завоюванням: Ааргау було захоплено в 1415 році, а Тургау — у 1460 році. В обох випадках швейцарці скористалися ослабленням габсбурзьких герцогів. На півдні кантон Урі очолив військову експансію, яка після численних невдач до 1515 року призвела до завоювання Тічино. Жодна з новозахоплених територій не стала повноправним членом конфедерації; вони мали статус кондомініумів (регіонів під спільним володінням кількох кантонів).
Причиною швейцарських перемог були їхні новаторські військові тактики. Відточене шикування баталією зробило їх відмінними воїнами-оборонцями в знайомому гірському середовищі, і вони стали високо затребуваними найманцями по всій Європі (наприклад, Швейцарська гвардія).
Водночас вісім кантонів поступово посилювали свій вплив на сусідні міста та регіони через додаткові альянси. Союзні члени поодинці укладали пакти з такими містами та громадами, як Фрібур, Аппенцелль, Шаффгаузен, Санкт-Галлен (місто та абатство), Біль, Роттвайль, Мюлуз та іншими — вони стали асоційованими членами конфедерації, також не набувши повноправного членства.
Бургундські війни спричинили подальше розширення конфедерації: у 1481 році до неї прийняли Фрібур і Золотурн. Перемігши в цій війні, конфедерація зуміла зупинити зростаючу бургундську загрозу. У Швабській війні проти імператора Священної Римської імперії Максиміліана I швейцарці здобули перемогу та вибороли звільнення від імперського законодавства. Внаслідок цього конфлікту до конфедерації приєдналися асоційовані міста Базель і Шаффгаузен, а Аппенцелль став тринадцятим членом у 1513 році. У такому складі Стара швейцарська конфедерація проіснувала до свого занепаду в 1798 році.
Експансію конфедерації зупинила поразка швейцарців у битві під Мариньяно 1515 року. Лише Берн та Фрібур спромоглися завоювати Во у 1536 році; останній здебільшого став частиною кантону Берн, з невеликою ділянкою під юрисдикцією Фрібуру.

### Реформація

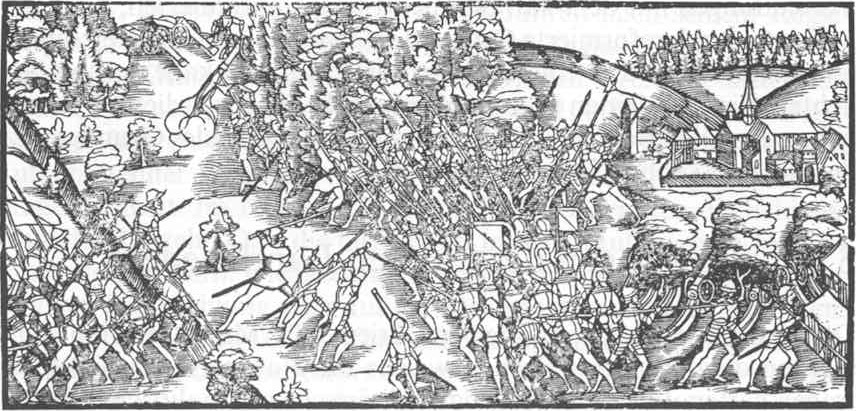
Поразка цюрихських військ у Другій каппельській війні

Реформація у Швейцарії спричинила розбіжності серед кантонів. Цюрих, Берн, Базель, Шаффгаузен та асоційовані міста Біль, Мюлуз, Невшатель, Женева й місто Санкт-Галлен стали протестантськими; інші члени конфедерації та Вале залишилися католицькими. У Гларусі, Аппенцеллі, у Граубюндені та в більшості кондомініумів обидві релігії співіснували, а в 1597 році Аппенцелль розділився на католицький Аппенцелль-Іннерроден та протестантський Аппенцелль-Ауссерроден.
Цей поділ призвів до міжусобиць (Каппельські війни) та укладення окремих союзів з іноземними державами серед католицьких і протестантських фракцій, але сама Конфедерація продовжувала існувати. Однак через внутрішній розбрат провадження спільної зовнішньої політики було неможливе. Під час Тридцятилітньої війни релігійні розбіжності між кантонами утримали Конфедерацію в нейтралітеті й запобігли її втягненню у війну. На Вестфальському мирі швейцарська делегація отримала формальне визнання Конфедерації як держави, незалежної від Священної Римської імперії.

### Ранньомодерний період
Загострення суспільної нерівності та посилення абсолютизму у міських кантонах за Старого порядку призвели до місцевих народних повстань. Повстання під час післявоєнної депресії після Тридцятирічної війни переросло в селянську війну 1653 року, яка охопила Люцерн, Берн, Базель, Золотурн й Ааргау. Повстання було швидко придушене силою за участю багатьох кантонів.
Релігійні розбіжності посилилися через зростаючу економічну нерівність. Католицькі, переважно сільські кантони Центральної Швейцарії були оточені протестантськими членами з дедалі комерційнішою економікою. Хоча політичне домінування належало Цюриху й Берну (обидва протестантські), католицькі кантони зберігали вплив з часів Другої каппельської війни 1531 року. Спроба реорганізувати Конфедерацію, очолювана Цюрихом у 1655 році, зазнала невдачі через католицький опір. Це призвело до Першої філльмергенської війни 1656 року, у якій католицькі сили перемогли, закріпивши статус-кво.
Проблеми залишилися невирішеними та 1712 року врешті вилилися в Тоггенбурзьку війну (також відома як Друга філльмергенська війна). Цього разу перемогу здобули протестантські кантони, які встановили домінування в Конфедерації. Проте справжня реформа виявилася неможливою: інтереси тринадцяти членів були занадто різноманітними, а абсолютистські уряди кантонів опиралися будь-яким спробам управління на рівні конфедерації. Зовнішня політика й надалі залишалася фрагментованою.

## Структура

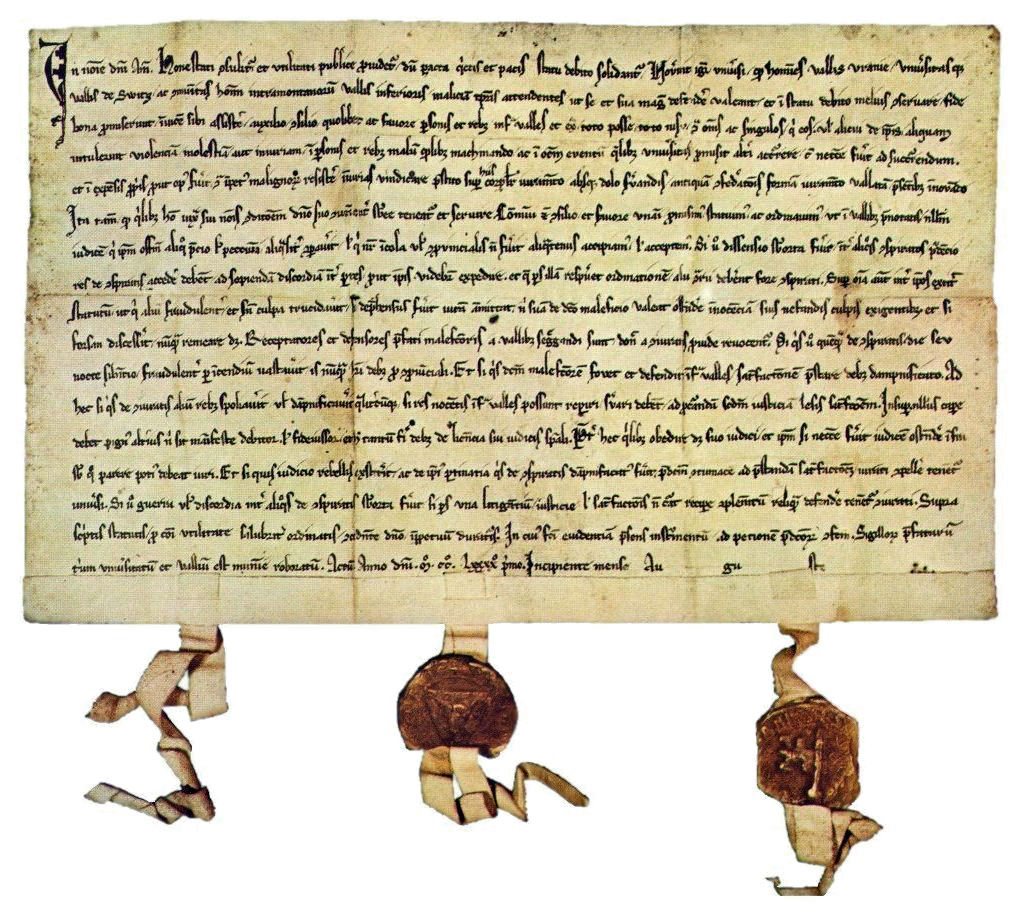
Федеративна хартія

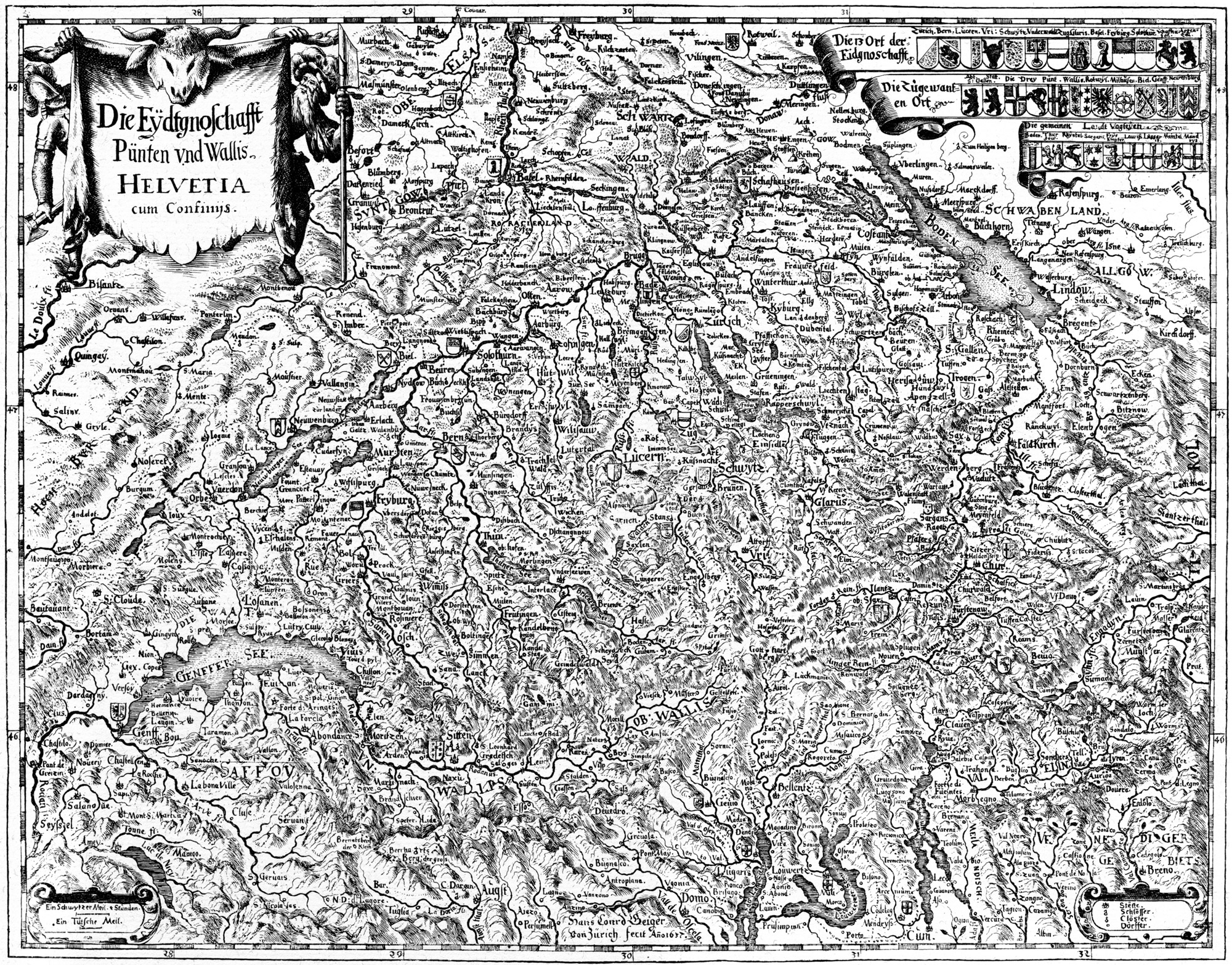
Стара швейцарська конфедерація на мапі 1637 року

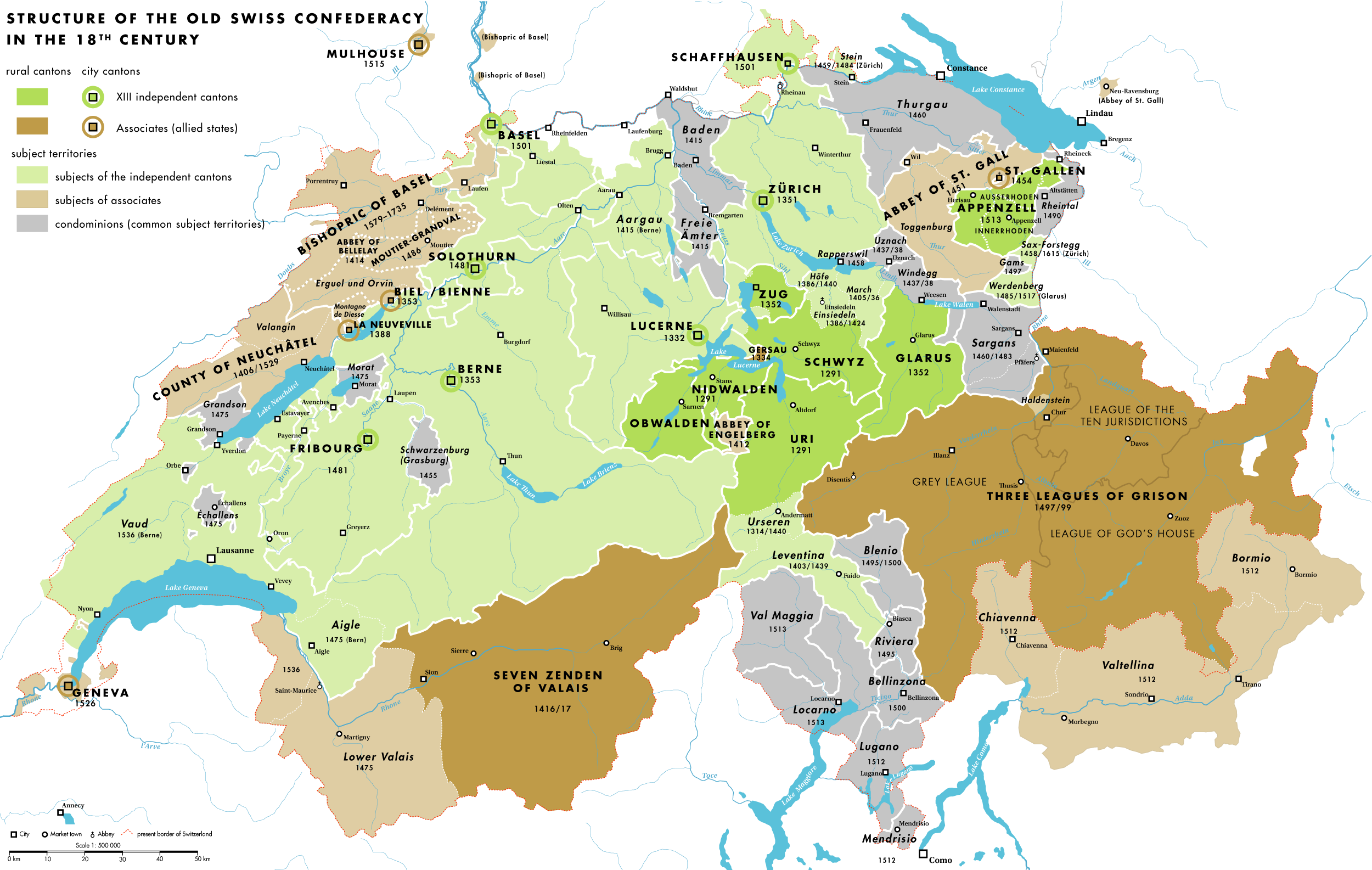
Стара швейцарська конфедерація станом на XVIII століття

Спершу єдність Старої конфедерації була оформлена не за допомоги одного, а цілої низки перехресних пактів та двосторонніх угод між її членами. Загалом сторони погоджувалися зберігати мир, надавати допомогу у військових потугах і вирішувати суперечки шляхом арбітражу. Поступово члени почали сприймати Конфедерацію як об'єднавчу спільноту. У Попівській хартії, укладеній 1370 року шістьма з восьми членів (Гларус і Берн участі не брали), що забороняла усобиці та позбавляла духовні суди юрисдикції над Конфедерацією, кантони вперше вжили термін «Eidgenossenschaft» (так зване суприсяжництво). Першим договором, що об'єднав усіх вісьмох членів Конфедерації, стала Земпахська хартія 1393 року, укладена після перемог над Габсбургами під Земпахом (1386) та Нефельсом (1388). Вона забороняла будь-якому членові односторонньо розпочинати війну без згоди інших кантонів. У XV столітті сформувалися швейцарські конфедеративні збори — тагзатцунг.
Пакти та оновлення попередніх союзів поступово скріплювали конфедерацію. Суперництво між Цюрихом і центральношвейцарськими кантонами навколо спадщини графа Тоггенбурга вилилося в Стару цюрихську війну (1436—1450). Хоча Цюрих уклав союз із габсбурзькими герцогами, згодом він повернувся до конфедерації. Конфедерація стала настільки тісним політичним альянсом, що більше не допускала сепаратистських проявів серед своїх членів.

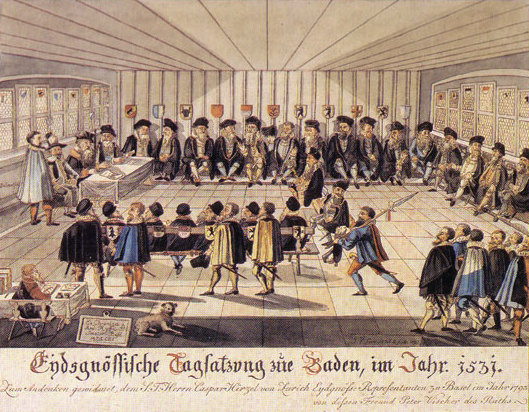
Тагзатцунг у Бадені 1531 року (картина 1790-х)

Рада Конфедерації — тагзатцунг — зазвичай скликалася кілька разів на рік. Кожен кантон делегував по двоє представників (асоційовані члени також надсилали своїх делегатів, але без права голосу). Спочатку за головування відповідав кантон, у якому відбувалися засідання, проте в XVI столітті Цюрих постійно перебрав на себе роль голови (нім. Vorort), а Баден став місцем проведення зборів. Тагзатцунг вирішував міжкантональні справи та виступав судом останньої інстанції в суперечках між членами Конфедерації, застосовуючи санкції до непокірних. Крім того, він керував кондомініумами: фогти призначалися терміном на два роки, і кожного разу їх висував інший кантон.
Консолідуючим договором Старої швейцарської конфедерації стала Штанська угода 1481 року. Конфлікти між сільськими та міськими кантонами й суперечки щодо здобутків у Бургундських війнах призвели до численних сутичок. Особливо міські кантони Берн, Цюрих і Люцерн прагнули залишити за собою значну частину надбань. Міста Фрібур і Золотурн бажали приєднатися до конфедерації, проте центральношвейцарські сільські кантони їм не довіряли. Компроміс, досягнутий у ході засідання тагзатцунгу, відновив порядок і задовольнив скарги сільських кантонів, після чого Фрібур і Золотурн були прийняті до конфедерації. Хоча Штанська угода обмежувала свободу зібрань (багато сутичок виникало через несанкціоновані походи солдатів з Бургундських війн), вона закріпила домовленості між кантонами, викладені в Земпахській і Попівській хартіях.
Громадянська війна під час Реформації завершилася патовою ситуацією. Католицькі кантони могли блокувати рішення ради, але через географічні та економічні чинники не змогли здолати протестантські. Обидві фракції почали проводити окремі наради, хоча й збиралися на спільний тагзатцунг (спільна рада була заблокована суперечками до 1712 року, доки протестантські кантони не забезпечили перевагу перемогою у Другій філльмергенській війні). Католицьких кантонів позбавили права керувати спільними володіннями в Ааргау, Тургау та долині Рейну; натомість співсувереном цих регіонів став Берн.

## Список територій

### Кантони

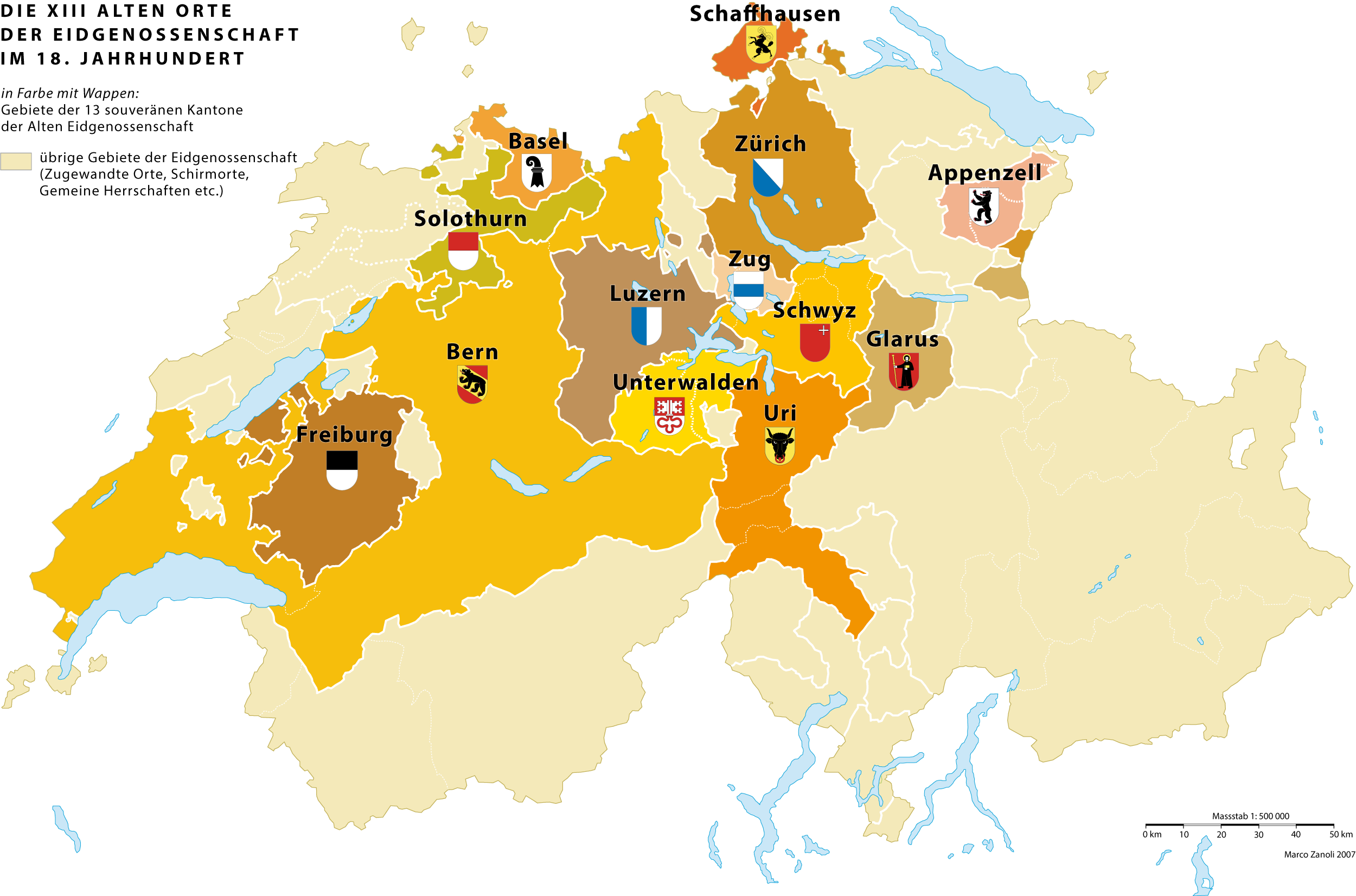
13 кантонів Старої швейцарської конфедерації

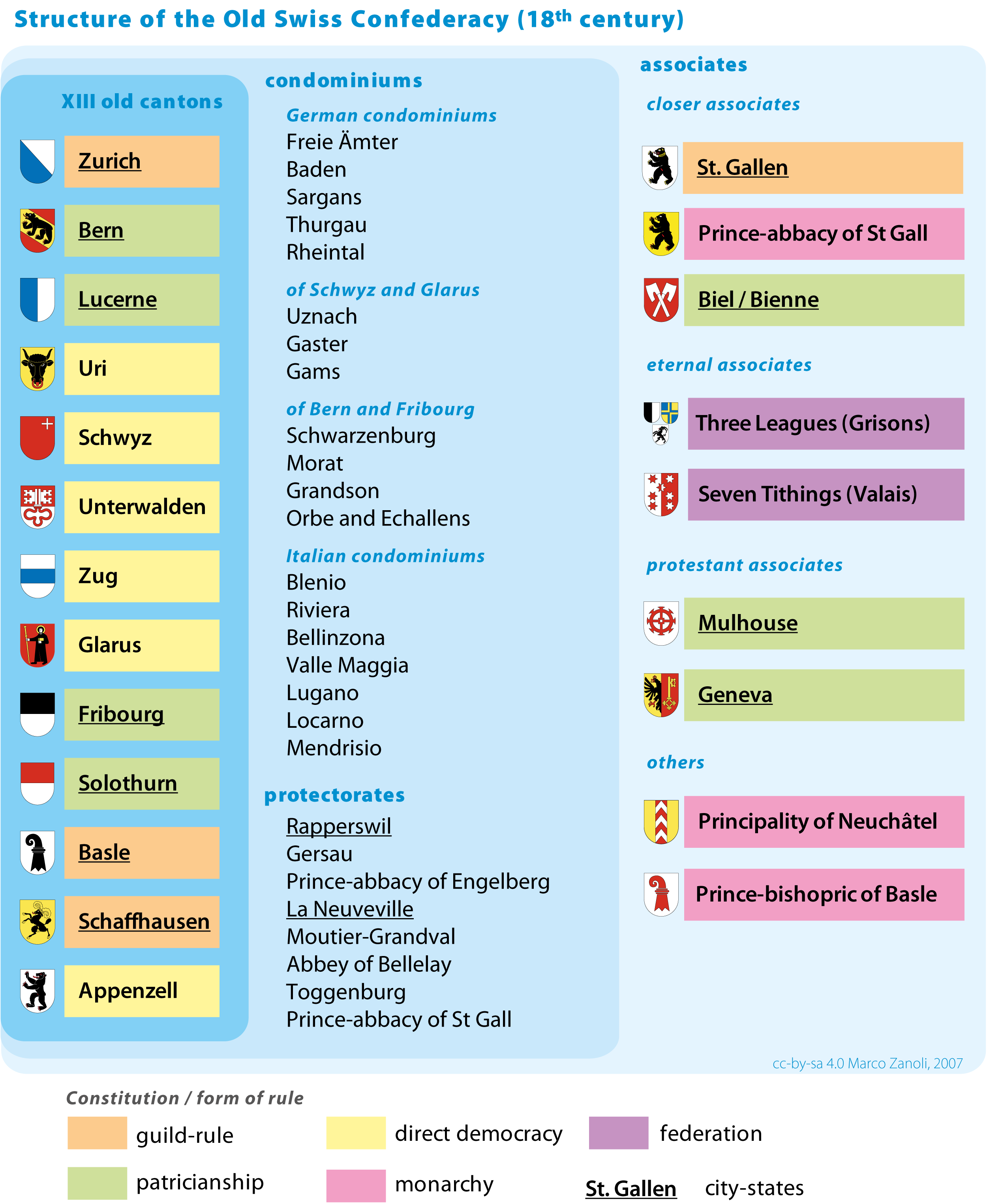
Устрій конфедерації протягом XVIII століття

Конфедерація розширювалася в кілька етапів: спочатку до восьми кантонів, потім у 1481 році до десяти, у 1501 році до дванадцяти і, врешті, до тринадцяти кантонів.
- Засновчі кантони (Пракантони):
  -  Урі, засновчий кантон, згаданий у Федеративній хартії 1291 року
  -  Швіц, засновчий кантон, згаданий у Федеративній хартії 1291 року
  -  Унтервальден, засновчий кантон, згаданий у Федеративній хартії 1291 року, пізніше розділений на  Обвальден і  Нідвальден
- XIV століття: розширення до Конфедерації вісьмох кантонів після Моргартеном і Лаупеном:
  -  Люцерн, міський кантон, з 1332
  -  Цюрих, міський кантон, з 1351
  -  Гларус, сільський кантон, з 1352
  -  Цуг, міський кантон, з 1352
  -  Берн, міський кантон, з 1353; асоційований член з 1323
- XV століття: розширення до Конфедерації десятьох кантонів після Бургундських війн:
  -  Фрібур, міський кантон, з 1481; асоційований член з 1454
  -  Золотурн, міський кантон, з 1481; асоційований член з 1353
- XVI століття: розширення до Конфедерації тринадцятьох кантонів після Швабської війни:
  -  Базель, міський кантон, з 1501
  -  Шаффгаузен, міський кантон, з 1501; асоційований член з 1454
  -  Аппенцелль, сільський кантон, з 1513; асоційований член з 1411; пізніше розділений на  Аппенцелль-Іннерроден й  Аппенцелль-Ауссерроден

### Асоційовані члени

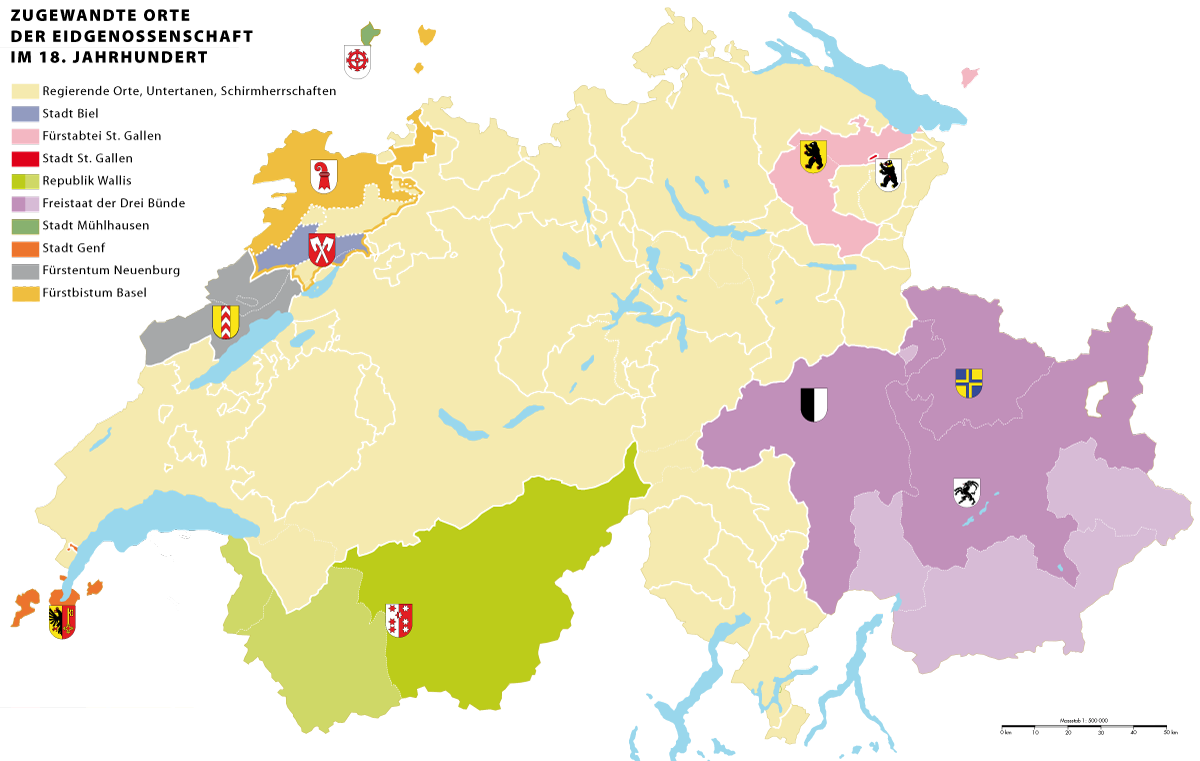
Асоційовані члени Старої швейцарської конфедерації у XVIII столітті

Асоційовані члени (нім. Zugewandte Orte) були близькими союзниками Старої швейцарської конфедерації, пов'язаними з нею союзними угодами з усіма або деякими окремими членами конфедерації.

#### «Найближчі союзники»
Троє з них були відомі як «найближчі союзники» (нім. Engere Zugewandte):
- Біль — договори 1344—82 рр. між Фрібуром, Берном і Золотурном. Номінально Біль підпорядковувався Базельському князь-єпископству.
- Імперське абатство Святого Галла — договір 1451 року між Швіцом, Люцерном, Цюрихом і Гларусом, оновлений у 1479 і 1490 роках. Абатство було водночас і протекторатом.
- Вільне імперське місто Санкт-Галлен — договір 1451 року між Швіцом, Люцерном, Цюрихом, Гларусом, Цугом і Берном.

#### «Вічні союзники»
Дві федерації були відомі як «вічні союзники» (нім. Ewige Mitverbündete):
- Сім Десятин (нім. Sieben Zenden), незалежна федерація у Вале — стала асоційованим членом 1416 року через альянс із Урі, Унтервальденом і Люцерном, за яким послідував договір з Берном у 1446 році.
- Три Ліги були незалежними федераціями на території Граубюндену та стали асоційованими членами 1497/98 року в ході подій Швабської війни. Три Ліги разом уклали союзний договір з Берном у 1602 році.
  -  Сіра ліга, яка була союзником Гларусу, Урі та Обвальдену за пактами 1400, 1407 та 1419 років, уклала союз із сімома зі старих восьми кантонів («Acht Orte» без Берну) у 1497 році.
  -  Ліга Божого Дому (нім. Gotteshausbund) наслідувала її приклад через рік.
  -  Ліга Десяти Юрисдикцій, третя з ліг, уклала союз з Цюрихом і Гларусом у 1590 році.

#### Протестантські союзники
Існувало двоє протестантських союзників:
- Мюлузька республіка — уклала перший договір з деякими кантонами в 1466 році і стала асоційованим членом у 1515 році через договір з усіма 13 членами Конфедерації, залишаючись таким до подій Французьких революційних війн в 1798 році.
- Женевська республіка — договір 1536 року з Берном та договір 1584 року з Цюрихом і Берном, залишалася асоційованим членом до подій Французьких революційних війн в 1798 році.

#### Інші
- Невшательське графство — договори 1406 і 1526 років з Берном і Золотурном, договір 1495 року з Фрібуром і договір 1501 року з Люцерном.
- Імперська долина Урзерен — договір 1317 року з Урі; анексована Урі в 1410 році.
- Веггіс — 1332—1380 рр. за договорами з Урі, Швіцом, Унтервальденом та Люцерном; анексований Люцерном у 1480 році.
- Муртен — з 1353 року за договором з Берном; став спільним володінням конфдерації в 1475 році.
- Паєрн — з 1353 року за договором з Берном; анексований Берном у 1536 році.
- Зарганське графство — з 1437 року за договором з Гларусом і Швіцом; став спільним володінням конфдерації у 1483 році.
- Закс-Форстеггське баронство — з 1458 року за договором із Цюрихом; анексоване Цюрихом у 1615 році.
- Штайн-ам-Райн — з 1459 року за договором з Цюрихом і Шаффгаузеном; анексований Цюрихом у 1484 році.
- Грюєрське графство — було союзником Фрібуру та Берну з початку XIV століття, ставши асоційованим членом Конфедерації у 1548 році. Коли графство збанкрутувало в 1555 році, його розділили навпіл:[11]
  - Нижній Грюєр — з 1475 року за договором з Фрібуром
  - Верхній Грюєр — з 1403 року за договором з Берном; анексований Берном у 1555 році:
    -  Імперська долина Заанен
    -  Імперська долина Шато-д'Е
- Верденберзьке графство — з 1493 року за договором з Люцерном; анексоване Гларусом у 1517 році.
- Імперське місто Роттвайль — з 1519 по 1632 рік за договором з усіма 13 членами; перший договір про військову співпрацю був укладений ще в 1463 році. У 1632 році договір було поновлено з Люцерном, Урі, Швіцом, Унтервальденом, Цугом, Золотурном і Фрібуром.
- Базельське князь-єпископство — 1579—1735 рр. за договором з Люцерном, Урі, Швіцом, Унтервальденом, Цугом, Золотурном і Фрібуром.

### Союзні території
Союзні території (нім. Gemeine Herrschaften) були спільними підвладними територіями під управлінням кількох кантонів. Ними керували фогти, делеговані на два роки, щоразу з іншого відповідального кантону. Берн спочатку не брав участі в управлінні деякими східними кондомініумами, оскільки не брав участі в їхньому завоюванні, а його інтереси були більше зосереджені на західному кордоні. У 1712 році Берн замінив католицькі кантони в управлінні Вільними староствами, Тургау, долиною Рейну і Заргансом, крім того, католицькі кантони були виключені з управління Баденським графством.

#### Німецькі фогтства
«Німецькі фогтства» перебували в управлінні вісьмох кантонів, окрім Берну, який долучився 1712 року:
- Вільні староства (нім. Freie Ämter) — завойовані 1415 року та розділені 1712 року:
  - Верхній Фрайамт перебував в управлінні вісьмох кантонів;
  - Нижній Фрайамт перебував в управлінні Цюриху, Берну та Гларусу.
- Баденське графство — завойоване 1415 року; з 1712 під управлінням Цюриху, Берну та Гларусу.
- Зарганське графство — з 1460/83
- Тургауське ландграфство — з 1460
- Райнтальське фогтство — з 1490 — вісім кантонів крім Берну, за участі Абатства Святого Галла. Аппенцелль долучився 1500 року, а Берн — у 1712 році.

#### Ломбардські фогтства
Деякі фогтства виникли внаслідок трансальпійських походів конфедерації і тому йменувалися «загірськими» (нім. Ennetbergische Vogteien, італ. Baliaggi Ultramontani). У 1440 році Урі відвоював Левентінську долину у Вісконті, герцогів Міланських. Частина цієї території була раніше анексована між 1403 і 1422 роками. Подальші території були приєднані у 1500 році.
Три фогтства, що нині перебувають у складі Тічино, були спільними володіннями лісових кантонів Урі, Швіцу та Нідвальдену:
- Фогтство Бленіо — 1477–80 та з 1495
- Фогтство Рів'єра — 1403–22 та з 1495
- Фогтство Беллінцона — з 1500

Інша чотири тічинські фогтства були спільними володіннями дванадцятьох кантонів (13 кантонів, за винятком Аппенцелля) з 1512:
- Ландфогтство Валлемаджа
- Ландфогтство Лугано
- Ландфогтство Локарно
- Ландфогтство Мендрізіо

Ще три фогтства були спільними володіннями дванадцятьох кантонів з 1512 року, але були втрачені Конфедерацією через три роки, і всі вони зараз у складі комун Ломбардії чи П'ємонту:
- Травалья
- Кувіо
- Осоола

#### Двосторонні кондомініуми

##### Берн і Фрібур
- Графство Графсбург / Шварценбург — з 1423
- Муртен — з 1475
- Грансон — з 1475
- Орб і Ешалан — з 1475

##### Гларус і Швіц
- Уцнах — з 1437
- Віндегг / Гастер — з 1438
- Гоензакс / Гамс — з 1497

##### Кондомініуми з третіми сторонами
- Лордство Тессенберг — з 1388, кондомініум між Берном і Базельським князь-єпископством

### Протекторати
- Айнзідельнське абатство — протекторат Швіцу з 1357 року.
- Абатство Бельле — протекторат Берну, Біля та Золотурну з 1414 року; номінально під юрисдикцією Базельського князь-єпископства.
- Імперське абатство Святого Галла — протекторат Швіцу, Люцерну, Цюриху та Гларусу з 1451 року; абатство одночасно було асоційованим членом.
- Республіка Герзау, незалежне село — у союзі зі Швіцом з 1332 року; Люцерн, Урі та Унтервальден також були державами-захисниками.
- Енгельберзьке абатство — протекторат Люцерну, Урі, Швіцу та Унтервальдену з 1425 року.
- Ергюель — протекторат Біля під військовою юрисдикцією з 1335 року; також підпорядковувався Базельському князь-єпископству.
- Абатство Мутьє-Гранваль — протекторат Берну з 1486 року; абатство також підпорядковувалося Базельському князь-єпископству, а до 1797 року — і Священній Римській імперії.
- Ла-Неввіль — протекторат Берну з 1388 року; також підпорядковувався Базельському князь-єпископству.
- Пфеферське абатство — протекторат вісьмох кантонів (крім Берну) з 1460; анексоване Зарганським графством 1483 року.
- Рапперсвіль — протекторат Урі, Швіцу, Унтервальдену та Гларусу з 1464 року; протекторат Цюриху, Берну та Гларусу з 1712 року.
- Тоггенбурзьке графство — протекторат Швіцу та Гларусу з 1436 року, протекторат Цюриху та Берну з 1718 року. Одночасно графство підпорядковувалося абатству Святого Галла.

### Окремі суб'єкти
Деякі території були окремими суб'єктами кантонів або асоційованих членів:

#### Урі
- Долина Левентіна (1403, 1439, зрештою 1480)
- Долина Урзерен (1440)

#### Швіц
- Кюсснахт (1402)
- Айнзідельнське абатство (1397 / 1424)
- Марх (1405 / 36)
- Гофе (1440)

#### Гларус
- Верденберзьке графство (1485 / 1517); приєднане до Люцерну в 1485 році; до Гларусу в 1517 році

#### Вале
- Сен-Моріс (1475 / 77)
- Монте (1536)
- Нанда/Ереманс (1475 / 77)
- Пор-Вале/Вйона
- Лоченталь (XV століття); п'ять верхніх десятин

#### Три ліги
- Борміо (1512—1797)
- К'явенна (1512—1797)
- Вальтелліна (1512—1797)
- Три парафії (1512—1526)
- Маєнфельд (1509—1790); одночасно член Ліги Десяти Юрисдикцій.